# Aspilota disstriae
Aspilota disstriae är en stekelart som beskrevs av Fischer 1969. Aspilota disstriae ingår i släktet Aspilota och familjen bracksteklar. Inga underarter finns listade.